# Powiat będziński (Generalne Gubernatorstwo Warszawskie)
Powiat będziński – dawny powiat istniejący w latach 1915–1919  w Generalnym Gubernatorstwie Warszawskim pod okupacją niemiecką Królestwa Polskiego. Siedzibą władz powiatu był początkowo Będzin, a od 12 lipca 1915 Sosnowiec (w gmachu szkoły realnej przy ulicy Dytlowskiej).

## Historia
Powiat będziński powstał na terenie Zagłębia Dąbrowskiego podczas I wojny światowej, w związku z przedzieleniem powiatu będzińskiego granicą obu okupantów: niemieckiego (Generalne Gubernatorstwo Warszawskie, GGW) i austro-węgierskiego (Generalne Gubernatorstwo Lubelskie, GGL). Wschodnią część powiatu przyłączono do strefy austro-węgierskiej jako powiat dąbrowski, natomiast zachodnią do strefy niemieckiej, z której to utworzono omawiany powiat będziński.
Po serii modyfikacji administracyjnych powiat będziński według stanu z 17 września 1915 składał się z 21 jednostek: 3 miast i 18 gmin wiejskich, kilka z nich przciętych granicą stref okupacyjnych:
- miasto Będzin (powiększone w 1915 o część zniesionej gminy Gzichów[4]);
- miasto Sosnowice (powiększone w 1915 o zachodnią część zniesionej gminy Zagórze[5][4] – wschodnia część weszła do GGL);
- miasto Zawiercie (utworzone w 1915 z części gminy Poręba Mrzygłodzka oraz – po korekcie granicy – z zachodnich części gminy Kromołów, która pozostała w GGL);

- gmina Bobrowniki (zredukowana obszarowo na korzyść nowej gminy Łagisza);
- gmina Czeladź (utworzona w 1915 z części zniesionej gminy Gzichów);
- gmina Grodziec (utworzona w 1915 z części zniesionej gminy Gzichów);
- gmina Koziegłowy (utworzona w 1915 z części gminy Rudnik Wielki w granicach dawnego miasta Koziegłowy z przedmieściami);
- gmina Koziegłówki (powstała w 1915 przez zmianę nazwy dotychczasowej gminy Koziegłowy w celu uniknięcia dwóch gmin o tej samej nazwie po wyodrębnieniu w 1915 nowej gminy Koziegłowy);
- gmina Łagisza (utworzona w 1915 z części gminy Bobrowniki i części zniesionej gminy Gzichów);
- gmina Mierzęcice (powstała w 1915 przez zmianę nazwy dotychczasowej gminy Sulików z dodaniem Twardowic z gminy Ożarowice, lecz bez wschodnich wsi włączonych do gminy Siewierz);
- gmina Milowice (utworzona w 1915 z części zniesionej gminy Gzichów[4]);
- gmina Modrzejów (utworzona w 1915 z zachodniej części zniesionej gminy Zagórze[4] - wschodnia część weszła do GGL);
- gmina Mrzygłód (utworzona w 1915 z części gminy Poręba Mrzygłodzka oraz z zachodnich części gmin Włodowice i Żarki, które włączono do GGL);
- gmina Ożarowice (bez Twardowic, włączonych do gminy Mierzęcice);
- gmina Pińczyce;
- gmina Poraj (utworzona w 1915 z zachodniej części gminy Choroń, którą włączono do GGL, z dodaniem Masłońskich z gminy Żarki, którą włączono do GGL);
- gmina Poręba Mrzygłodzka (zredukowana obszarowo na korzyść nowego miasta Zawiercia, włączonego początkowo do GGL, i nowej gminy Mrzygłód);
- gmina Rudnik Wielki (zredukowana obszarowo na korzyść nowej gminy Koziegłowy);
- gmina Siewierz (z dodaniem wschodnich wsi zniesionej gminy Sulików);
- gmina Wojkowice Kościelne;
- gmina Wysoka (utworzona w 1915 z zachodniej części gminy Rokitno Szlacheckie, którą włączono do GGL).

1 listopada 1915 zniesiono gminy Milowice i Modrzejów, włączając je do Sosnowca. W 1916 roku gminy Czeladź, Mrzygłód i Siewierz przekształcono w miasta Czeladź, Mrzygłód i Siewierz, przez co skład powiatu w 1916 roku obejmował 19 jednostek (5 miast i 14 gmin wiejskich). W 1916 roku powiat liczył 265.314 mieszkańców.
Powiat zniesiono w marcu 1919 roku, w związku z unieważnieniem zmian w podziale administracyjnym Królestwa Polskiego wprowadzonych przez okupantów, przywracając tym samym powiat będziński w jego oryginalnych granicach.

## Podział administracyjny
| Gmina               | Typ | Ludność (1916) | Liczba szkół |
| ------------------- | --- | -------------- | ------------ |
| Będzin              | M   | 29891          | 6            |
| Bobrowniki          | W   | 13261          | 8            |
| Czeladź             | M   | 17500          | 2            |
| Grodziec            | W   | 9850           | 3            |
| Koziegłowy          | W   | 3550           | 1            |
| Koziegłówki         | W   | 6349           | 7            |
| Łagisza             | W   | 8133           | 4            |
| Mierzęcice          | W   | 7541           | 6            |
| Mrzygłód            | M   | 4348           | 2            |
| Ożarowice           | W   | 5470           | 6            |
| Pińczyce            | W   | 7130           | 5            |
| Poraj               | W   | 3178           | 5            |
| Poręba              | W   | 6177           | 4            |
| Rudnik Wielki       | W   | 4600           | 5            |
| Siewierz            | M   | 4200           | 1            |
| Sosnowiec           | W   | 86994          | 28           |
| Wojkowice Kościelne | W   | 11125          | 5            |
| Wysoka              | W   | 5561           | 4            |
| Zawiercie           | M   | 30436          | 7            |